# Sebastian Manz

Sebastian Manz

Sebastian Manz (* 1986 in Hannover) ist ein deutscher Klarinettist, Arrangeur und Komponist.

## Leben und Wirken
Sebastian Manz wurde als Sohn der Pianisten Wolfgang Manz und Julia Goldstein, der Tochter des deutsch-russischen Geigers Boris Goldstein, geboren. Als Sechsjähriger wurde er in den Knabenchor Hannover aufgenommen. Seinen ersten Klarinettenunterricht erhielt er ein Jahr später bei Wilfried Berk an der Musikschule Hannover. 1997 wurde er Jungstudent an der Musikhochschule Lübeck, wo er von 2003 bis 2010 regulär bei Sabine Meyer und Reiner Wehle studierte. 2008 gewann Manz den seit 40 Jahren nicht mehr vergebenen 1. Preis im Fach Klarinette beim Internationalen Musikwettbewerb der ARD. 
Seit 2010 ist Manz Soloklarinettist des RSO Stuttgart, seit 2016 des SWR Symphonieorchesters. Von 2012/13 bis zur Saison 2015 war er Künstler der Reihe „Junge Wilde“ am Konzerthaus Dortmund.
Als Solist und Kammermusiker gastierte er zudem in Europa, Japan, den USA sowie in Südamerika und trat zum Beispiel bei der EXPO 2000 auf und bei zahlreichen Festivals, darunter Salzburger Festspiele, Lucerne Festival, Rheingau Musik Festival, Festspiele Mecklenburg-Vorpommern, Kissinger Sommer, Heidelberger Frühling, Ludwigsburger Schlossfestspiele, Beethovenfest Bonn, Mozartfest Würzburg, Festival Spannungen und Festival Schubertiade in Japan. Er spielte mit Orchestern wie dem Symphonieorchester des Bayerischen Rundfunks, dem RSO Stuttgart, den Dresdner Sinfonikern, dem Yomiuri-Nippon-Sinfonieorchester, dem Collegium Musicum Basel, der Magdeburgischen Philharmonie, den Göttinger Symphonikern, der Neubrandenburger Philharmonie, dem Württembergischen Kammerorchester Heilbronn und den Nürnberger Symphonikern. Dabei arbeitete er mit Dirigenten zusammen wie Roger Norrington, Herbert Blomstedt, Mario Venzago, Cornelius Meister, Antonio Mendez, Eugene Tzigane und Ruben Gazarian.
Manz’ Repertoire umfasst Werke von Komponisten der Vorklassik bis zur Gegenwart. Er ist zudem im Jazzbereich aktiv, vorwiegend mit eigenen Bearbeitungen, die er vor allem mit dem Jazzmusiker Sebastian Studnitzky verwirklicht.

## Privates
Sebastian Manz wohnt in Ostfildern. Er ist mit der Dirigentin Yvonne Manz verheiratet, die auch Klarinette spielt. 2019 wurde die gemeinsame Tochter Nicole geboren, ihre andere Tochter heißt Melissa.

## Auszeichnungen
- 2008: Preis des Deutschen Musikwettbewerbs, Duo Klarinette/Klavier zusammen mit Martin Klett[1]
- 2008: 1. Preis beim Internationalen Musikwettbewerb der ARD, außerdem Publikumspreis und Sonderpreise[9]
- 2009: LOTTO-Förderpreis des Rheingau Musik Festivals
- 2011: Echo Klassik in der Kategorie „Nachwuchskünstler des Jahres“ für seine Aufführungen des Klarinettenkonzerts von Mozart
- 2012: Echo Klassik in der Kategorie „Kammermusikeinspielung des Jahres“ für die CD „Die Quintette von Mozart und Beethoven für Klavier und Bläser.“
- 2017: Echo Klassik in der Kategorie „Konzerteinspielung des Jahres“ für die CD „Carl Maria von Weber, Complete works for clarinet.“
- 2020: Opus Klassik in der Kategorie „Klassik ohne Grenzen“ für das 2019 mit Sebastian Studnitzky veröffentlichte Album A Bernstein Story[1]
- 2020: Lincoln Center’s Emerging Artist Award.

## Diskografie
- Die Quintette von Mozart und Beethoven für Klavier und Bläser. Mozart: Quintett Es-Dur KV. 452 für Klavier, Oboe, Klarinette, Horn und Fagott. Beethoven: Quintett Es-Dur op. 16 für Klavier, Oboe, Klarinette, Horn und Fagott (Indésens; 2008)
- Mozart – Glière – Korngold. Sebastian Manz mit Mozarts Klarinettenkonzert A-Dur, KV 622 Symphonieorchester des Bayerischen Rundfunks, Cornelius Meister (BR-Klassik; 2008)
- Duo Riul. Werke von Brahms, Berg, Debussy, Lutoslawski, Yun. Mit Martin Klett, Klavier (Genuin; 2011)
- Gottfried Hendrik Mann: Klarinettenkonzert op. 90. Feest Präludium op. 95. Violinkonzert op. 101. Suite Nr. 3 op. 98. Mit Akiko Amada, Violine; Symphonieorchester Osnabrück; Leitung: Hermann Bäumer (cpo; 2012)
- Christian Wilhelm Westerhoff: Klarinettenkonzert B-Dur op. 5. Konzert für Klarinette, Fagott und Orchester B-Dur. Symphonie Es-Dur. Mit Albrecht Holder, Fagott; Symphonieorchester Osnabrück; Leitung: Hermann Bäumer (cpo; 2012)
- In Rhythm. Werke von Gerswhin, Reich, Piazzolla, Copland, Templeton, Villa-Lobos, Bernstein und Milhaud, Mit Martin Klett, Klavier (CAvi; 2013)
- Fuchs & Brahms, Clarinet Quintets. Mit The Danish String Quartet; 2014
- variation5. Werke von Malcolm Arnold, Jean Françaix, Paul Hindemith und Carl Nielsen. Mit Magali Mosnier, Ramón Ortega Quero, David Fernández Alonso,  Marc Trénel (EDEL/Berlin Classics; 2017)
- Carl Maria von Weber, Complete works for clarinet. Mit Radio Sinfonieorchester des SWR Stuttgart, Antonio Méndez, casalQuartett, Martin Klett, Klavier und Lars Olaf Schaper, Kontrabass (EDEL/Berlin Classics; 2017)
- A Bernstein Story. Werke von Leonard Bernstein, Igor Strawinsky und Steve Reich. Mit Sebastian Studnitzky (EDEL/Berlin Classics; 2019)
- Father Copland. Werke von Aaron Copland. Mit WKO Heilbronn, Case Scaglione, Céline Moinet, Wolfgang Bauer (EDEL/Berlin Classics; 2020)
- Clarinet Concertos – Nielsen & Lindberg. Nielsen: Serenata in vano, CNW 69. Clarinet Concerto, Op. 57. Lindberg: Clarinet Concerto. Mit Deutsche Radio Philharmonie, Leitung: Dominik Beykirch & Magnus Lindberg (Berlin Classics; 2020)
- Sebastan Manz, Herbert Schuch: Brahms, Schumann, Gade. Mit Herbert Schuch, Klavier, (EDEL/Berlin Classics; 2022)